# Хорас
Слон Хорас (нар. 14 лютого 2005, Берлін, Німеччина) — індійський слон, що мешкає у Київському зоопарку з 2012 року.

## Життєпис
Індійський слон Хорас народився 14 лютого 2005 року в Берлінському зоопарку. 2009 року був перевезений до зоопарку в Ростові-на-Дону.
2012 року в результаті складної схеми Хораса придбав Київський зоопарк. Через те, що прямий продаж слонів на той час був заборонений, Київському зоопарку довелося придбати для Ростовського зоопарку двох білих ведмедів, натомість ті передали до Києва слона. Вартість Хораса склала близько 100 тисяч доларів США. Спонсорами придбання слона стали екс-мер Києва Олександр Омельченко та народні депутати Ігор Лисов і Валерій Борисов.
У 7-річному віці Хорас важив 2,5 тони та був заввишки близько 2,20-2,30 м.